# Бајел (Сома)
Бајел (фр. Bailleul) насеље је и општина у североисточној Француској у региону Пикардија, у департману Сома која припада префектури Абевил.
По подацима из 2011. године у општини је живело 278 становника, а густина насељености је износила 19,77 становника/km². Општина се простире на површини од 14,06 km². Налази се на средњој надморској висини од 45 метара (максималној 112 m, а минималној 7 m).

## Демографија
| 1962. | 1968. | 1975. | 1982. | 1990. | 1999. | 2011. |
| ----- | ----- | ----- | ----- | ----- | ----- | ----- |
| 240   | 255   | 226   | 248   | 223   | 232   | 278   |

График промене броја становника у току последњих година